# ФК Антибиотик
„Антибиотик“ е несъществуващ български футболен отбор от Разград.

## История
Основан е през 1983 г. като футболен отбор на завода за антибиотици в града. През 1997 г. се обединява с градския съперник Лудогорец в Антибиотик-Лудогорец.

## Екипи
Основният екип на отбора е сини фланелки, сини гащета и сини чорапки. Резервният е жълти фланелки, зелени гащета и зелени чорапи.